# Euphorbia exstipulata
Euphorbia exstipulata är en törelväxtart som beskrevs av Georg George Engelmann. Euphorbia exstipulata ingår i släktet törlar, och familjen törelväxter. Inga underarter finns listade i Catalogue of Life.